# Guy T. Houlsby
Guy Tinmouth Houlsby (geb. vor 1981) ist ein britischer Bauingenieur in der Geotechnik. Er ist Professor an der Universität Oxford.
Houlsby wurde 1981 an der Universität Cambridge bei Charles Peter Wroth promoviert (A Study of Plasticity Theories and Their Applicability to Soils).
Er befasst sich mit Offshore-Gründungen wie Windkraftanlagen (wie "Suction Caisson"-Gründungen), Hubinseln und der Entwicklung von Gezeitenturbinen, In-situ-Tests (wie Drucksondierung, Rammsondierung), Bodenverbesserung, Tunnel (z. B. Modellierung Setzungsschäden an Gebäuden) und der Entwicklung konstitutiver Modelle von Böden (mit Plastizitätstheorie wie Hyperplastizität, Anwendung thermodynamischer Prinzipien).
Er ist Fellow der Royal Academy of Engineering. Für 2014  wurde er als Rankine Lecturer ausgewählt (Interactions in Offshore Foundation Design).

## Schriften
Bücher:
- mit G. W. E. Milligan: Basic soil mechanics, Butterworth, London 1984
- mit Alexander M. Puzrin: Principles of hyperplasticity: an approach to plasticity theory based on thermodynamic principles, Springer Verlag 2006
- Herausgeber mit A. N. Schofield: Predictive soil mechanics: proceedings of the Wroth Memorial Symposium held at St. Catherine's College, Oxford, 27-29 July 1992, London: Thomas Telford 1993
- Herausgeber mit C. P. Wroth, R. Driscoll, D. J. Corke, E. L. James, R. J. Mair, David Muir Wood: Pressuremeters, Proceedings of the Third International Symposium on Pressuremeters, Oxford University, 2-6 April 1990, London: Thomas Telford, 1990

Einige Aufsätze:
- mit C. P. Wroth Interpretation of in situ soil tests, Geotechnique, Band 34, 1984, S. 449–489
- mit C. P. Wroth Soil Mechanics – Property Characterization and Analysis Procedures, 11. ICSMFE, San Francisco, 1985, Band 1, S. 1
- Theoretical Analysis of the Fall Cone Test, Géotechnique, Band 32, 1982, S. 111–118
- Analysis of the Cone Pressuremeter Test in Clay, Géotechnique, Band 38, 1987, S. 575–587 (erhielt die Geotechnical Research Medal der ICE)
- mit H. J. Burd, C. E. Augarde, G. Liu: Prediction of Tunnel-Induced Settlement Damage to Masonry Structures, Proceedings of the Institution of Civil Engineers, Geotechnical Engineering, Band 143, 2000, S. 17–30 (erhielt 2001 den Telford Prize)
- mit I. F. Collins: Application of Thermomechanical Principles to the Modelling of Geotechnical Materials, Proceedings of the Royal Society of London, Series A, Band 453, 1997, S. 1975–2001
- mit R. B. Kelly, J. Huxtable, B. W. Byrne: Field trials of suction caissons in clay for offshore wind turbine foundations, Géotechnique, Band 55, 2005, S. 287–296 (erhielt den Halcrow Prize)